# Kanpur Central
Kanpur Central (hindsky कानपुर सेंट्रल, oficiální zkratkou CNB, dříve anglicky Cawnpore North Barracks – odtud uvedená zkratka) je hlavní nádraží pro indické město Kánpur ve státě Uttarpradéš. Jedná se o významný přestupní uzel, jedno z nejrušnějších nádraží v celé Indii a jedno z hlavních na železničním koridoru z hlavního města Dillí údolím řeky Gangy do města Haurá. Zastavují zde všechny osobní vlaky.[zdroj?] Administrativně je součástí North Central Railway (NCR).

## Historie
Nádraží má nápadnou budovu, která vznikla v historizujícím stylu a byla inspirována stanicí Lucknow Charbagh ve městě Laknaú. Zprovozněno bylo v roce 1928, staniční budova byla dána do užívání o dva roky později. Staniční budova stála zbudovat dva miliony tehdejších rupií. Elektrifikace nádraží byla uskutečněna roku 1972 v souvislosti s modernizací hlavních indických tahů, včetně např. trati Mugalsaráj–Kánpur apod. Nástupiště ve stanici byly postupem času prodlužovány, a tak Kanpur Central dokáže odbavit vlaky o délce až 24 vagonů.
I přes skutečnost, že stanice patří k jedním z největších v zemi, je dle zprávy North Central Railway žalostně nedostatečná co se týče své velikosti. Pro současný obrat cestujících by bylo nezbytné vybudovat minimálně 10 dalších nástupišť.
Stanice byla obnovena v souvislosti s revitalizačním projektem, který iniciovala ministryně indických železnic Mamata Banerží. Projekt zahrnoval přestavbu padesáti vybraných stanic v zemi. Upravena byla jednotlivá nástupiště, vylepšeny služby na stanici a rovněž přebudováno okolí. Výhledově má být zbudováno nové patro stanice s restauracemi a parkovací domy. Umístěny budou také eskalátory a vybudovány podzemní garáže.

## Využití
Stanice je považována za jednu z pěti hlavních v celé zemi (společně s hlavními nádraží v Bombaji, Mangalore, Čennaji a Trivandrumu.
Stanice odbaví celkem 325 osobních vlaků a 25 nákladních vlaků denně, které jezdí do 20 různých směrů. Zastavuje zde např. Radjhani Express, Shatabdi Express nebo Duronto Exprees.
Nástupiště jsou přístupná po dvou lávkách, směřujících z hlavní staniční budovy. Stanice má celkem 14 kolejí.
Staniční budova (umístěná na jižní straně areálu) není orientována směrem k historickému jádru města.